# Gertrude de Flandre
Ne doit pas être confondue avec Gertrude de Flandre, sa petite-fille.
Gertrude de Flandre née vers 1070, est la fille du comte Robert Ier de Flandre dit le Frison et de Gertrude de Saxe. Elle se marie une première fois avec Henri III de Louvain, puis une seconde fois avec Thierry II de Lorraine.
Elle est qualifiée parfois de « duchesse de Nancy », lieu où s'est transportée la résidence ducale. Elle y fonde le prieuré Notre-Dame.

## Descendance
De son premier mariage avec Henri III de Louvain, une généalogie contemporaine lui attribue quatre filles (dont 2 sans nom).  Certaines théories historiographiques citent (sans certitude) :
- Adélaïde, mariée au duc Simon Ier de Lorraine ;
- Gertrude, qui aurait été mariée à Lambert, comte de Montaigu et de Clermont[2].

Elle épousa en secondes noces vers 1095 Thierry II de Lorraine, fils de Gérard Ier de Lorraine, duc de Lorraine, et d'Hedwige de Namur, dont elle eut :
- Thierry d'Alsace (1100-1168), seigneur de Bitche, puis comte de Flandre ;
- Henri Ier († 1165), évêque de Toul ;
- Ida, mariée à Sigefroy († 1104), comte de Burghausen ;
- Ermengarde, mariée à Bernard III de Brancion ;
- une fille, mariée à Frédéric, comte de Sarrebruck ;
- Euphronie ou Fronia abbesse de Remiremont en 1150.